# Dance (Pt. 1)
Dance (Pt. 1) é uma canção da banda de rock britânica The Rolling Stones. Escrita por Mick Jagger, Keith Richards e Ronnie Wood, a música evoluiu a partir de um único riff. A canção apareceu como a faixa de abertura do álbum de 1980 da banda, Emotional Rescue.

## Antecedentes
A música é uma das primeiras faixas dos Rolling Stones a ser co-escrita por Ronnie Wood, que é creditado por ter criado o riff original para a música. Wood disse sobre as origens da música: "'Dance Pt. 1' foi um riff forte onde Mick imediatamente mordeu a isca, literalmente se levantou e dançou para ele, que era a ideia toda da faixa: é um riff cativante. Isso foi um exemplo de uma música que se originou sem palavras, apenas um groove com várias mudanças, mas nunca um refrão." Apresentando uma influência disco vista em outras músicas dos Stones da época (como "Miss You" e "Emotional Rescue"), a faixa contou com Michael Shrieve do Santana na percussão e o músico jamaicano Max Romeo nos vocais de apoio.

## Lançamento e recepção
"Dance (Parte 1)" foi lançada como a primeira faixa de Emotional Rescue em junho de 1980. Embora não tenha sido lançada como single, a música alcançou a posição número 9 na parada de dança da Billboard. A Ultimate Classic Rock classificou a música como a 81ª melhor música dos Rolling Stones, dizendo: "Se você acha que havia algo de errado - como alguns fãs afirmam - com os Rolling Stones brincando com ritmos de dança e disco tão poderosamente e capavelmente como fazem em 'Dance (Pt. 1)', a faixa de abertura de seu álbum de 1980 'Emotional Rescue', gostaríamos de convidá-lo a nos explicar."